# Tagès
Tagès est un dieu étrusque adopté par les Romains, le plus grand des devins.

## Description
Il sortit un jour d'une motte de terre, sous la charrue d'un laboureur, aux environs de Tarquinia. Sa taille était celle d'un nain, mais, dès sa naissance et malgré son apparence d'enfant, il fit entendre des paroles d'une profonde sagesse : c'est lui qui enseigna aux Étrusques la divination et l'haruspicine. Il enseigna l'art de lire l'avenir dans les entrailles d'un animal sacrifié (hiéroscopie  et hépatoscopie). On lui attribuait des livres prophétiques (libri rituales), dont de certains extraits ont été transmis par l'intermédiaire de Nigidius dans Jean le Lydien. 